# Prayer (singel)
Prayer – piąty singel amerykańskiej nu metalowej grupy Disturbed promujący album Believe.
Tekst utworu nawiązuje do zamachu z 11 września 2001 (zginął w nich dziadek wokalisty grupy Davida Draimana).

## Lista utworów

### Wersja 1
1. "Prayer" – 3:39
2. "Fear" (Live) – 3:50
3. "Conflict" (Live) – 4:40

### Wersja 2
1. "Prayer" – 3:39